# 星槎国際高等学校札幌北学習センター
星槎国際高等学校 札幌北学習センター（せいさこくさいこうとうがっこう さっぽろきたがくしゅうセンター）は、北海道札幌市にある星槎国際高等学校の学習センター。国際理解教育実施校。

## 沿革
- 2016年
  - 4月 - 星槎さっぽろ教育センターとして開校[2]
- 2017年
  - 4月 - 星槎さっぽろ教育センターを星槎国際高等学校札幌北学習センターに改称。なお、NPO法人としての星槎さっぽろ教育センターは継続する。

## 日商簿記甲子園
- 2024年度、第1回全国高等学校日商簿記選手権大会（日商簿記甲子園）開催（日商簿記検定施行70周年記念事業）の参加校である。

## NPO法人星槎さっぽろ教育センター
星槎札幌北学習センターにはNPO法人さっぽろ教育センターが入居する。デイサービス事業の「星の音」などを行なっている。